# 王照 (光緒進士)
王照（1859年—1933年），字小航，号芦中穷士，别号水东，直隶省順天府宁河县人，中国语言学家，近代拼音文字提倡者和“官话合声字母”方案的制订人。

## 生平
王照幼年丧父，靠叔父王橚抚养。清光绪二十年（1894年）甲午恩科进士，同年五月，改翰林院庶吉士。光緒二十一年四月，散館，以主事著以部属用，任礼部主事。光绪二十四年（1898年），他与徐世昌等合办八旗奉直第一号小学堂。在戊戌变法期间，他欲上书建议光绪帝奉慈禧太后“巡幸中外”，礼部尚书怀塔布起初不肯代递，后虽代递但上奏称王照“咆哮公堂”。光绪帝阅折后，命将阻挠上书的礼部六堂官革职，赏王照三品顶戴，以四品京堂候补。戊戌变法失败后，他逃亡日本，与康有为、梁启超多有不合，對戊戌失敗有微詞。
1900年义和团运动期间，他秘密潜回中国，在天津创制“官话字母”，并写成《官话合声字母》，此书成为中国第一套汉字笔画式的拼音文字方案。1901年，清廷有旨开复原衔，但他并未做官。宣统帝即位后，拼音官话报触犯了摄政王载沣的忌讳，报社被查封，官话字母的讲习遭禁，王照被迫逃到江苏。辛亥革命期间，江北都督府都督蒋雁行曾派王照充当代表到上海参加各省都督府代表聯合會会议。辛亥革命后，他寓居南京。1913年，他任读音统一会副会长，后辞职。晚年，他研究经学，主张教育救国。1933年，王照逝世。

## 家族
曾祖王錫朋，字樵傭，壽春鎮總兵，鸦片战争时战死。
祖父王承泗，字春濤，號秀松。
叔祖王承瀚。
父王楫，字濟川，號野航，著有《野航詩草》三卷。母華氏，天津縣人。
叔父王橚，字子箴，號菊逸，廩貢生。
兄王燮，弟王焯。

## 著作
- 《王小航先生文存》梁漱溟序
- 《官话字母义塾丛刊》
- 《拼音对文百家姓》
- 《拼音对文三字经》
- 《拼音对文千字文》
- 《官话字母字汇》
- 《官话字母读物》
- 《水东集初编五种》（包括《小航文存》、《三体石经时代辨误》、《读左随笔》、《表章先正正论》[又名《卫经社水东稿》]以及《方家园杂咏纪事》）[7]
- 《水东集下编四种》
- 《初学拼音官话书》
- 《官话合声字母》